# Avenging Bill
Avenging Bill é um curta-metragem mudo norte-americano de 1915, do gênero comédia, dirigido por John A. Murphy e estrelado por Oliver Hardy.

## Elenco
- Mabel Paige - Lucy
- Royal Byron - Sr. Grouch
- Eloise Willard - Sra. Grouch

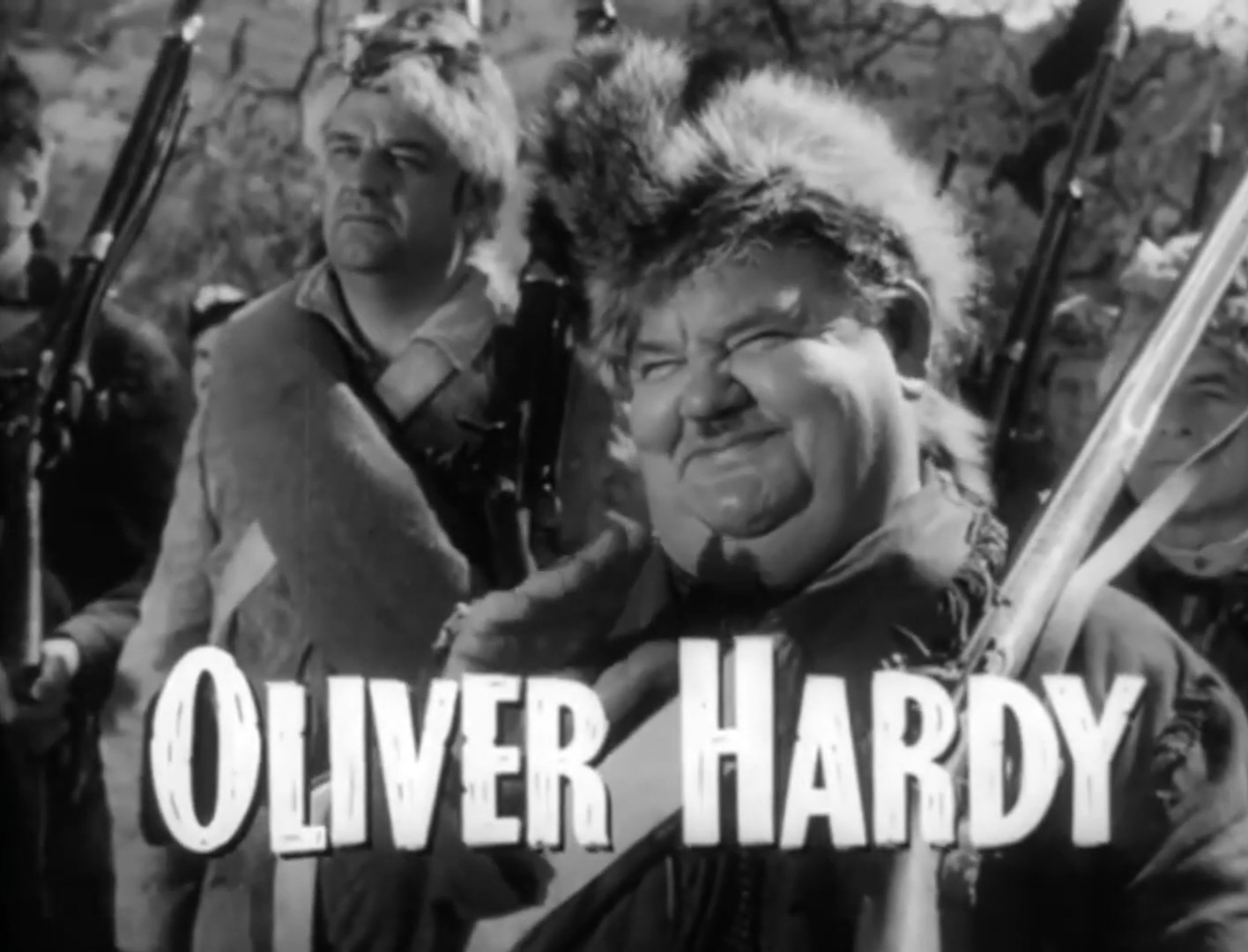
Oliver Hardy

- Oliver Hardy - Bill (como Babe Hardy)